# Joseph Riepel
Joseph Riepel, född den 22 januari 1709 i Deutsch Hörschlag, Oberösterreich, död den 23 oktober 1782 i Regensburg, var en tysk musikteoretisk skriftställare och tonsättare.
Riepel, som var musikdirektör hos fursten av Thurn och Taxis, utgav Anfangsgründe zur musikalischen Setzkunst et cetera (2:a upplagan, 1754) och Harmonisches Silbenmaass, Dichtern melodischer Werke gewidmet et cetera (1776) med mera. Han komponerade violin- och klaverkonserter samt symfonier med mera.